# Diego Petriccione
Diego Petriccione (Napoli, 1867 – Napoli, 1942) è stato un commediografo, giornalista e critico musicale italiano.

## Biografia
Diego Petriccione prese parte alla discussione per un teatro d'arte in contrapposizione a quello scarpettiano.
Il suo repertorio risultò molto vasto, composto da commedie soprattutto di carattere, nelle quali descrisse, con molta profondità, la mezza borghesia e il popolo.
Tra le sue opere si possono menzionare Dummeneca d'e Palme (1921); O gallo e 'a gallina (1921); Pulcinella (1921); L'ombra (1922); 'A pace d'a casa (1930); 'O quatto 'e maggio (1931); Caruso nell'arte e nella vita (1939).
La sua commedia più importante è sicuramente 'O quatto e maggio, celebre soprattutto per il primo atto, considerata un classico della commedia napoletana.
Il 4 maggio è, per tradizione napoletana, il giorno dedicato ai traslochi, e in questa opera Petriccione descrive con accuratezza la tipologia del protagonista che riesce a introdursi in una casa senza averne i diritti, quindi in modo abusivo.
Il protagonista si dimostra il classico 'imbroglione onesto', descritto con una brillantezza, e con l'onnipresente indulgenza dell'autore, da poter  paragonare la commedia a quelle di Raffaele Viviani.

## Opere
- Dummeneca d'e Palme (1921);
- O gallo e 'a gallina (1921);
- Pulcinella (1921);
- L'ombra (1922);
- 'A pace d'a casa (1930);
- 'O quatto 'e maggio (1931);
- Caruso nell'arte e nella vita (1939).